# Педро да Силва Одаир Жуниор
Пе́дро да Си́лва Одаи́р Жунио́р (29 мая 1973, Сан-Паулу, Бразилия), более известный как Пеле Жуниор или просто Пеле — российский и бразильский футболист, игрок в мини-футбол. Нападающий новосибирского клуба «Сибиряк». В России известен по выступлениям за московский клуб «Динамо» и югорский клуб «Газпром-Югра». Выступал за сборную России по мини-футболу.

## Биография
Пеле Жуниор начинал свою карьеру в бразильских клубах, играл за «Банеспу», «Карлус-Барбозу» и «Интернасьонал». В 2003 году, получив предложение от московского «Динамо», он перебрался в российский чемпионат. За шесть лет выступлений в составе динамовцев Пеле Жуниор стал пятикратным чемпионом России, четырёхкратным обладателем Кубка России и обладателем Кубка УЕФА по мини-футболу сезона 2006-2007, после чего вернулся в Бразилию и начал выступления за «Сан-Паулу». Однако уже скоро он вернулся в Россию, став игроком югорского клуба «ТТГ-Югра». Там он провёл два сезона, после чего ненадолго покинул Россию. Однако уже в январе 2012 года Пеле подписал контракт с новосибирским «Сибиряком»
Приняв в 2007 году российское гражданство, Пеле Жуниор начал выступления за сборную России по мини-футболу. В её составе он стал бронзовым призёром Чемпионата Европы 2007 года. Впоследствии в сборную не вызывался.

## Достижения
- Чемпион России по мини-футболу (5): 2004, 2005, 2006, 2007, 2008
- Обладатель Кубка России по мини-футболу (4): 2003, 2004, 2008, 2009
- Обладатель Кубка УЕФА по мини-футболу: 2006-2007
- Бронзовый призёр Чемпионата Европы по мини-футболу 2007

Личные:
- Лучший защитник чемпионата России 2003/04